# 代阿布洛岭
代阿布洛岭（英語：Diablo Range）是太平洋海岸山脈中，加利福尼亚州海岸分区的一座山脉。它从北端的加利福尼亚州舊金山灣區东部开始，一直延伸到南端的薩利納斯谷。虽然该地平均海拔约3,000英尺（910），但超过2,300英尺（700）的山峰就算高的了，因为该地大部分为草原、莽原，星罗棋布地点缀有拔地而起的高峰。